# رود ابوکوما
رود ابوکوما (به لاتین: Abukuma River) یک رود در ژاپن است که در استان فوکوشیما واقع شده‌است.